# Blessed (Tom Hangs)
Blessed è un singolo di Avicii (sotto lo pseudonimo di Tom Hangs), con la collaborazione vocale dei fratelli cantanti Shermanology, pubblicato dalla Rise/Time nel 2012.

## Tracce
1. Blessed (Avicii Radio Edit)
2. Blessed (Avicii Edit Original Mix)
3. Blessed (Avicii Club Edit)